# UFC 116
UFC 116: Lesnar vs. Carwin  è stato un evento di arti marziali miste tenuto dalla Ultimate Fighting Championship il 3 luglio 2010 alla MGM Grand Garden Arena di Las Vegas, Nevada, Stati Uniti d'America. Lo show fu votato come migliore evento del 2010 nei Wrestling Observer Newsletter Awards, la prima volta che un evento della UFC si aggiudicò tale premio.

## Retroscena
Shane Carwin, che vinse l'Interim Heavyweight Championship battendo Frank Mir a UFC 111, affrontò il detentore del titolo dei pesi massimi Brock Lesnar. I due avrebbero dovuto originariamente affrontarsi ad UFC 106, poi ad UFC 108, prima che Carwin vincesse l'interim heavyweight championship ma Lesnar dovette rinunciare al match a causa della diverticolite che gli aveva impedito di allenarsi.
È tra gli eventi UFC ad aver venduto più di un milione di pay per view.

## Risultati

### Card preliminare
- Incontro categoria Pesi Massimi:  Jon Madsen contro  Karlos Vemola

Madsen sconfisse Vemola per decisione unanime (30–27, 30–27, 30–27).
- Incontro categoria Pesi Welter:  Daniel Roberts contro  Forrest Petz

Roberts sconfisse Petz per decisione divisa (29–28, 29–28, 28–29).
- Incontro categoria Pesi Medi:  Gerald Harris contro  Dave Branch

Harris sconfisse Branch per KO (proiezione) a 2:35 del terzo round.
- Incontro categoria Pesi Medi:  Kendall Grove contro  Goran Reljic

Grove sconfisse Reljic per decisione divisa (30–27, 28–29, 29–28).
- Incontro categoria Pesi Mediomassimi:  Seth Petruzelli contro  Ricardo Romero

Romero sconfisse Petruzelli per sottomissione (armbar) a 3:05 del secondo round.
- Incontro categoria Pesi Massimi:  Brendan Schaub contro  Chris Tuchscherer

Schaub sconfisse Tuchscherer per KO Tecnico (pugni) a 1:07 del primo round.

### Main card
- Incontro categoria Pesi Leggeri:  George Sotiropoulos contro  Kurt Pellegrino

Sotiropoulos sconfisse Pellegrino per decisione unanime (30–27, 30–27, 29–28).
- Incontro categoria Pesi Mediomassimi:  Krzysztof Soszynski contro  Stephan Bonnar

Bonnar sconfisse Soszynski per KO Tecnico (ginocchiata e pugni) a 3:08 del secondo round.
- Incontro categoria Pesi Welter:  Chris Lytle contro  Matt Brown

Lytle sconfisse Brown per sottomissione (armbar) a 2:02 del secondo round.
- Incontro categoria Pesi Medi:  Yoshihiro Akiyama contro  Chris Leben

Leben sconfisse Akiyama per sottomissione (strangolamento triangolare) a 4:40 del terzo round.
- Per il titolo dei Pesi Massimi:  Brock Lesnar (c) contro  Shane Carwin

Lesnar sconfisse Carwin per sottomissione (strangolamento triangolare) a 2:19 del secondo round e difese il titolo dei pesi massimi.